# El jefe
El jefe és una pel·lícula argentina de 1958, dirigida per Fernando Ayala, sobre un conte de David Viñas, protagonitzada per Alberto de Mendoza i Duilio Marzio, amb música de Lalo Schifrin. Estrenada a Buenos Aires el 23 d'octubre de 1958. Guanyadora del Còndor de Plata a la millor pel·lícula de 1959.

## Argument
És la història d'un grup d'una banda de delinqüents juvenils de poca volada, que troben en el seu "cap" a aquell capaç de resoldre els seus problemes i fer realitat els seus desitjos. La història fa un gir quan "el cap" traeix la banda.

## Repartiment
- Alberto de Mendoza (Berger)
- Duilio Marzio (Carlos Solari)
- Orestes Caviglia (Sr. Soto)
- Leonardo Favio (Marcelo)
- Luis Tasca (Siruli)
- Graciela Borges (Mima)
- Ignacio Quirós (Ruiz de gran)
- Ana Casares (Linda)
- Violeta Antier (Estela)
- Pablo Moret (Müller)
- Héctor Rivera (Gomina)
- Emilio Alfaro (Ruiz de petit)
- Marcela Sola (Elvira Soto)
- Fabio Zerpa (Policia)
- Rossana Zucker
- Isidro Fernán Valdez (Lic. Martínez Ronda)
- Chela Jordán
- Eduardo de Labar
- Rafael Diserio (Sr. Gramajo)
- Martha Williams (Model)
- Blanca Casanova
- Francisco Audenino (A. López Suárez)
- Cayetano Biondo (Sr. Pereyra)
- Santángelo
- Celia Geraldy (Sra. Gramajo)

## Premis
- Premis Cóndor de Plata (1958): millor pel·lícula.
- Festival Internacional de Cinema de Mar del Plata (1959): millor pel·lícula en espanyol.